# TCF Bank Stadium
Il TCF Bank Stadium è uno stadio adibito a ospitare partite di football americano e situato a Minneapolis (MN), nel polo nord-est del campus dell'Università del Minnesota della quale è proprietà.
Così denominato a seguito della vendita dei diritti di sponsorizzazione all'omonima banca nel 2005, esso è dal 2009 casa della squadra di football americano dell'ateneo minnesotano, i Minnesota Golden Gophers, facenti parte della Big Ten Conference della NCAA, e ha inoltre ospitato gli incontri casalinghi dei Minnesota Vikings, franchigia della National Football League, durante il biennio 2014-2015, in attesa che venisse edificato lo U.S. Bank Stadium, attuale casa della squadra di football professionistico. Nel biennio 2017-2018 ha ospitato anche la squadra di calcio del Minnesota United FC, fino all'inaugurazione dell'Allianz Field.
Il TCF Bank Stadium è attualmente l'impianto sportivo di più recente costruzione nell'intera Big Ten Conference, e nel 2009 è stato certificato dallo U.S. Green Building Council (USGBC), come il primo stadio a livello collegiale negli Stati Uniti a ricevere la qualificazione LEED argento per la sua efficienza energetica e per la sua impronta ecologica. Nel 2012 esso ha inoltre ricevuto dalla Metro Blooms, una locale organizzazione no-profit, il Best Public Raingarden Award, riconoscimento volto a premiare le eccellenze architettoniche che con il loro verde contribuiscono ad abbellire e rendere più salutare Minneapolis.

## Storia

### Premesse
Era il 2000 quando i Minnesota Vikings contattarono l'Università del Minnesota per studiare assieme la fattibilità di realizzare un nuovo impianto che potesse essere in coabitazione tra Vikings e Golden Gophers, trovando piena collaborazione da parte dell'ateneo minnesotano. Tuttavia a distanza di due anni si giunse a una conclusione che l'operazione non sarebbe potuta andare in porto a causa di differenze di veduta su progettazione e gestione dell'impianto e a causa dei vincoli di bilancio dello Stato del Minnesota, che avrebbe dovuto essere il finanziatore principale dello stadio. Nel 2003 allora l'Università del Minnesota decise di proseguire da sola, ritenendo una priorità dell'ateneo la realizzazione del nuovo impianto. I Golden Gophers infatti disputavano i propri incontri casalinghi presso l'Hubert H. Humphrey Metrodome, uno stadio che per la sua stessa natura di impianto al coperto non permetteva al pubblico di vivere la stessa atmosfera che regalava il Memorial Stadium, l'impianto all'aperto utilizzato dai Gophers per 57 anni dal 1924 al 1981. Inoltre, non essendo situato all'interno del campus e non essendo proprietà dell'università, i ricavi economici derivanti dallo stadio della City erano molto bassi.
La U of M commissionò quindi uno studio di fattibilità che determinasse giusta dimensione e tipo di stadio, costruzione preliminare e costi operativi, potenziali ricavi e scenari di utilizzo di là dal football. In seguito vennero stilate delle linee guida, che il futuro di team di architetti e ingegneri avrebbe dovuto rispettare in fase di progettazione, approvato ben presto dal Board of Regents dell'università. Nel 2006 lo stesso organo collegiale approvò inoltre la dichiarazione di impatto ambientale finale che analizzava l'impatto che lo sviluppo dello stadio avrebbe avuto sull'ambiente circostante.

### Progetto e cronoprogramma dei lavori
L'8 giugno 2006 l'Università del Minnesota comunicò di aver scelto Populous, firm di architetti di Kansas City all'epoca nota come HOK Sport Venue Event, per il progetto del nuovo stadio, mentre il 14 febbraio 2008 annunciò di aver scelto l'impresa di costruzioni Mortenson Construction come appaltatore generale. Curiosamente non fu questo il primo lavoro che legò l'Università del Minnesota alla più grande impresa del Minnesota con sede a Minneapolis, in quanto già nel 1924 Hilding Mortenson, nonno dell'attuale CEO dell'impresa, fu sovrintendente del progetto durante la costruzione del vecchio Memorial Stadium.
Tra le caratteristiche salienti del nuovo stadio, spiccavano:
- 50.000 posti a sedere
- 36 suite, 1000 posti "club" all'aperto e 300 al coperto.
- Vista panoramica sullo skyline di Minneapolis
- Punto vendita dei Minnesota Golden Gophers
- Grande sala interna per eventi legati sia alle partite di football sia ad altre destinazioni d'uso.
- Colonnato esterno per passeggiate al coperto.
- Vista del campo da gioco dallo spazio aperto situato sul lato ovest dell'impianto
- Oltre 1.850 metri quadrati a disposizione della marching band dell'università.

Il design dello stadio è profondamente ispirato allo stile del vecchio Memorial Stadium, sia per quanto riguarda la forma sia l'utilizzo di materiali. Come nel "Brickhouse" (it. Casa di mattoni, il soprannome con cui era noto il Memorial Stadium) infatti, i progettisti hanno pensato a una pianta "a ferro di cavallo" aperta sul lato ovest attorno alla quale corre per 360° un colonnato coperto, e a un rivestimento in mattoni misto a vetro per la facciata. La struttura inoltre è stata studiata in maniera tale da supportare una eventuale futura espansione sino a 80.000 posti a sedere, operazione questa che permetterebbe all'impianto di divenire il più grande dello Stato in termini di capienza.

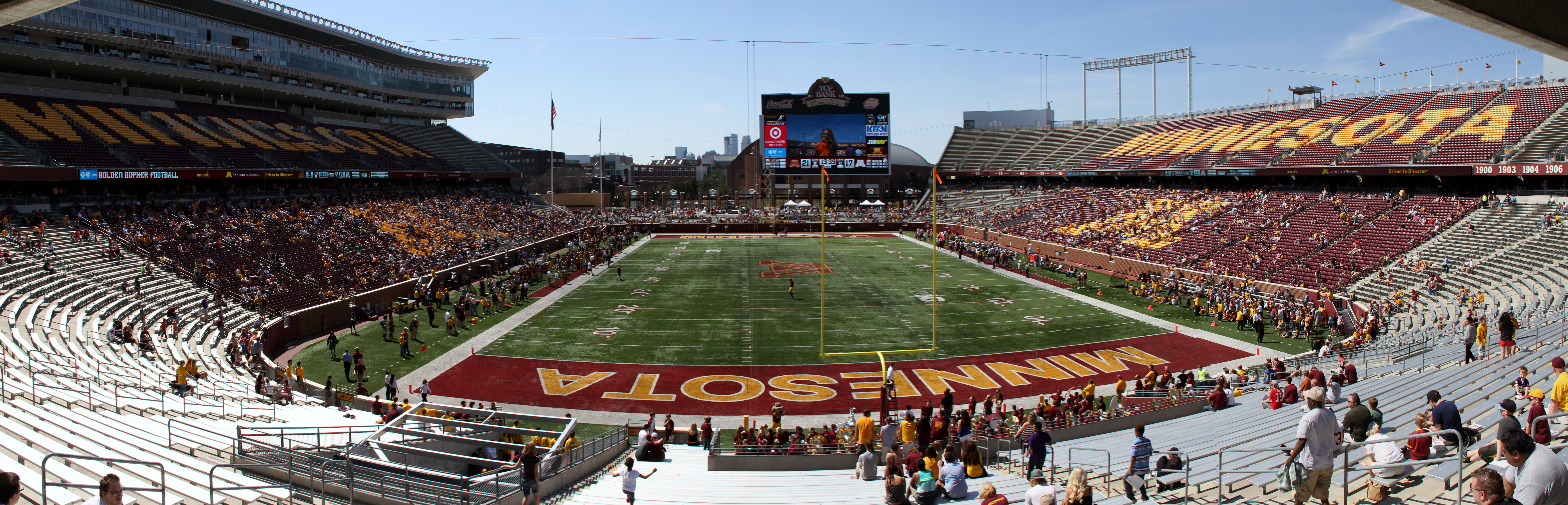
Panoramica dello stadio prima dell'inizio di una partita: si nota facilmente l'apertura sul lato ovest.

I lavori d'infrastruttura cominciarono nel tardo giugno del 2006 mentre una simbolica cerimonia di apertura dei lavori fu fissata in data 30 settembre 2006. A distanza di circa un anno, l'11 luglio 2007, incominciò la fase vera e propria di costruzione dell'impianto (accompagnata dall'annuncio al pubblico del logo dello stadio). Nel gennaio 2008 fu issata la prima trave di acciaio, quattro mesi dopo il centenario Hilding Mortenson posò simbolicamente il primo mattone e nel giugno dello stesso mese fu terminato il posizionamento delle travi in acciaio. I lavori terminarono nel giugno del 2009, giusto in tempo per il kickoff della stagione 2009 fissato per il 12 settembre.

## Altri utilizzi

### NFL

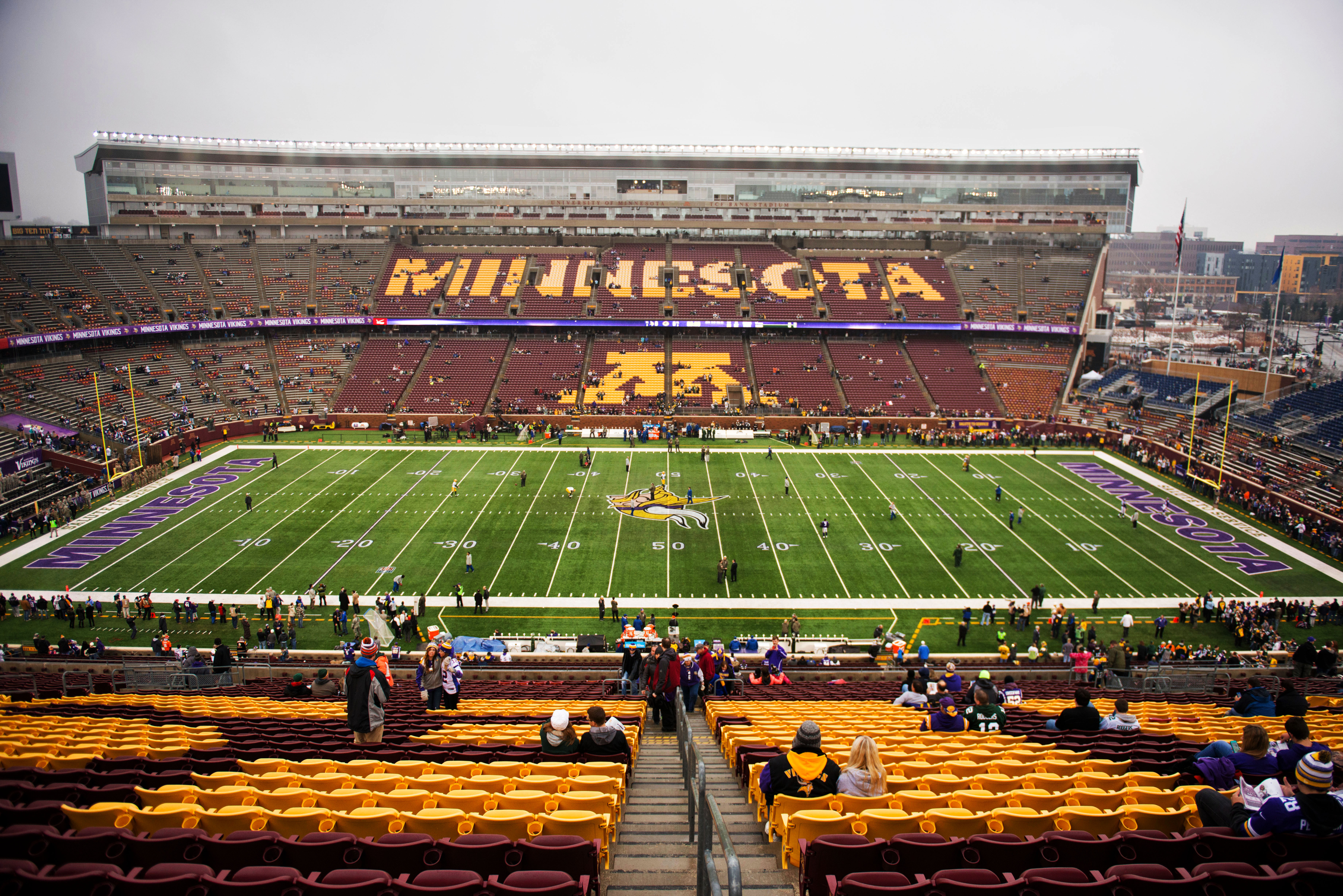
Il Bank prima di una gara dei Vikings durante la stagione.

La prima partita di NFL ospitata dal TCF Bank Stadium risale alla stagione 2010, quando nella gara di settimana 15 del 20 dicembre esso fu impianto casalingo dei Minnesota Vikings, impossibilitati a giocare al Metrodome a seguito dell'inagibilità dell'impianto per il collasso della copertura causato da un eccessivo accumulo di neve. Fu questo il primo incontro casalingo disputato dai Vikings al di fuori delle mura amiche del Metrodome a distanza di 29 anni esatti dalla chiusura del Metropolitan Stadium.
Durante le stagioni 2014 e 2015 lo stadio è stato invece impianto casalingo ad interim dei Minnesota Vikings, impossibilitati a giocare al Metrodome che nel frattempo era stato demolito per far posto al nuovo U.S. Bank Stadium. Ciò ha comportato un esborso da parte dei Vikings pari a 6,6 milioni di dollari per effettuare una serie di lavori mirati a rendere il TCF Bank Stadium un impianto in grado di rispettare gli standard NFL: la modifica principale riguardò il terreno, che vide la momentanea rimozione del manto erboso (operazione iniziatasi nell'aprile del 2014) per permettere l'installazione di un impianto di riscaldamento in grado di proteggere il campo dal freddo durante le partite nei mesi di dicembre ed eventualmente gennaio. Una seconda modifica riguardò poi l'installazione di tribune temporanee, per portare a 52.000 i posti a sedere totali, di impianti di riscaldamento in vari settori e di piattaforme televisive.